# Stephanie Güldenzoph
Stephanie „Güldi“ Güldenzoph (* 21. September 1977) ist eine ehemalige deutsche Fußballspielerin.

## Karriere

### Vereine
Güldenzoph hatte in Großhansdorf beim Mehrspartensportverein SV Großhansdorf von 1986 bis 1991 gemeinsam mit Jungen das Fußballspielen erlernt, bevor sie sich in Bargteheide dem Mehrspartensportverein TSV Bargteheide anschloss. Nach vierjähriger Vereinszugehörigkeit spielte sie anschließend für den Schmalfelder SV in der zweitklassigen Regionalliga Nord. Mit diesem schloss sie ihre Premierensaison 1995/96 auf Platz 2 ab und stieg mit ihm in die Gruppe Nord der zweigleisigen Bundesliga auf. Als siebte von zehn Mannschaften musste sie mit ihrer Mannschaft in die Relegation, mit Platz 3 in Gruppe 2 wurde der Aufstieg verpasst, sodass sie eine 1997/98 eine weitere Saison in der Regionalliga Nord spielte. Da der Schmalfelder SV seine Frauenmannschaft freiwillig aus der Spielklasse abmeldete und danach in der Verbandsliga Schleswig-Holstein vertreten war, verließ Güldenzoph den Verein. Sie spielte danach in Riepsdorf beim FC Riepsdorf für zwei Jahre.
Mit Saisonbeginn 2000/01 gehörte sie zum Kader des Hamburger SV, mit dem sie die Meisterschaft in der Regionalliga Nord ungeschlagen gewann und mit Platz 1 in der Aufstiegsrunde – gemeinsam mit dem SC Freiburg – in die Bundesliga aufstieg. In der höchsten Spielklasse bestritt sie alle elf Punktspiele der Hinrunde. 
Nachdem sie sich eine Auszeit vom Fußballsport genommen und eine sechsmonatige Weltreise gemacht hatte, kehrte sie im Juli 2002 aufs Spielfeld zurück – das zweite Mal für den FC Riepsdorf und das vier Jahre lang. Nach einer weiteren beruflich bedingten Auszeit kam sie mit Saisonbeginn 2007/08 für den Zweitligisten Holstein Kiel bis Saisonende 2010/11 zu Punktspielen, wobei sie in ihrer letzten Spielzeit ein Tor in 17 Punktspielen erzielte. Mit dem Abstieg ihres Vereins in die Regionalliga Nord beendete sie auch ihre Spielerkarriere.

### Nationalmannschaft
Güldenzoph bestritt ein einziges Länderspiel. Mit der U20-Nationalmannschaft gewann sie die am 12. April 1994 in Luckenwalde in Freundschaft ausgetragene Begegnung mit der U20-Nationalmannschaft Polens mit 5:0. Im Jahr 1996 wurde sie von Bundestrainerin Tina Theune-Meyer an dem vom 24. bis 26. Juni 1996 an der Sportschule Schönbeck anberaumten Lehrgang der U20-Nationalmannschaft eingeladen. Während ihre Vereinsmitspielerinnen Torhüterin Claudia von Lanken und Abwehrspielerin Christine Güldenzoph fest zum Kader gehörten, war sie auf Abruf berücksichtigt worden.

## Erfolge
- Meister Regionalliga Nord 2001 und Aufstieg in die Bundesliga (mit dem Hamburger SV)
- Zweiter Regionalliga Nord 1996 und Aufstieg in die Bundesliga Nord (mit dem Schmalfelder SV)

## Sonstiges
Als Spielerin von Holstein Kiel bestritt sie am 12. November 2008 mit ihrer Mannschaft ein Testspiel gegen die Alt-Herren-Mannschaft des TSV Schilksee, das mit 1:2 verloren wurde.
Güldenzoph ist als Sachbearbeiterin im Landeskriminalamt Schleswig-Holstein tätig. In ihrer Freizeit spielt sie in Breitenburg Golf für das Team Breitenburger Ladies.
Des Weiteren hat Güldenzoph sich im Jahr 2020 der Kunst (Malerei) verschrieben.